# Ketolide
I ketolidi (chetolidi) sono una nuova classe di antibiotici derivanti dai macrolidi (inibitori della subunità 50S del ribosoma batterico). Ne fanno parte la telitromicina, la solitromicina, la moditromicina e la cetromicina. Hanno un'attività sui Gram positivi e sui Gram negativi.

## Struttura
Hanno una struttura identica ai macrolidi cioè lattone a 14-15 atomi di C legati a 2 zuccheri di cui un gruppo basico si protona a pH fisiologico ma a differenza hanno un chetone in posizione 3 che aumenta lo spettro d'azione e la resistenza, e la catena laterale tra C11 e C12 che aumenta affinità, attività e tollerabilità.

## Meccanismo d'azione
Il meccanismo d'azione li vede implicati in 2legami alla subunità 50s del ribosoma batterico (come i macrolidi) inibendo così la sintesi proteica. Hanno maggior affinità di legame rispetto a macrolidi e maggior resistenza poiché legano le pompe di efflusso riducendo la loro attività.

## Usi terapeutici
Sono farmaci in fase di sviluppo ma alcuni studi dimostrano un loro possibile impiego nel trattamento di infezioni delle vie respiratorie.
| Controllo di autorità | LCCN (EN) sh2009006392 · J9U (EN, HE) 987007545196905171 |